# Severin Fritz Pütz
Severin Fritz Pütz (* 24. Januar 1909 in Würselen; † 16. November 1988 ebenda) war ein deutscher Gewerkschafter und Politiker (SPD).

## Leben und Beruf
Nach dem Besuch der Volksschule arbeitete Pütz zunächst als Jungbergmann und war dann als Bergmann beim Bergwerks-Verein in Eschweiler tätig. Er schloss sich 1926 dem Bergarbeiter-Verband an, wirkte seit 1945 als Funktionär bei der IG Bergbau und wurde 1953 Betriebsratsvorsitzender. Gleichzeitig übernahm er den stellvertretenden Vorsitz des Gesamtbetriebsrates und eine Position im Aufsichtsrat des Unternehmens.

## Partei
Pütz war seit 1928 Mitglied der SPD.

## Abgeordneter
Pütz war seit 1945 Ratsmitglied der Stadt Würselen und Kreistagsmitglied des Kreises Aachen. Dem Deutschen Bundestag gehörte er von 1957 bis 1961 an. Er war über die Landesliste Nordrhein-Westfalen ins Parlament eingezogen.